# Пента
Пента — деревня в Браславском районе Витебской области Республики Беларусь. Население — 2 человека (2019).

## География
Деревня в Браславском районе Витебской области Республики Беларусь
Расположена на левом берегу реки Дисна, впадающей в Западную Двину.

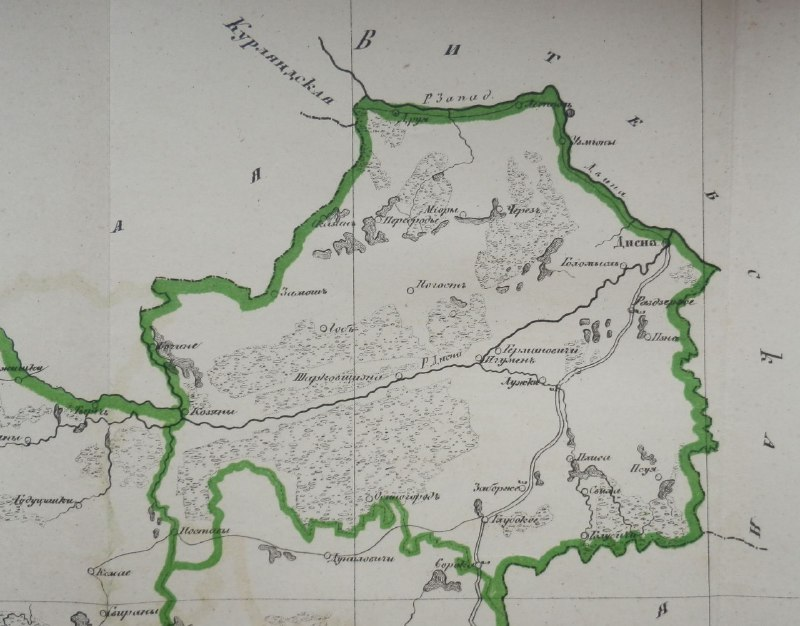
Карта Дисненского уезда Виленской губернии.

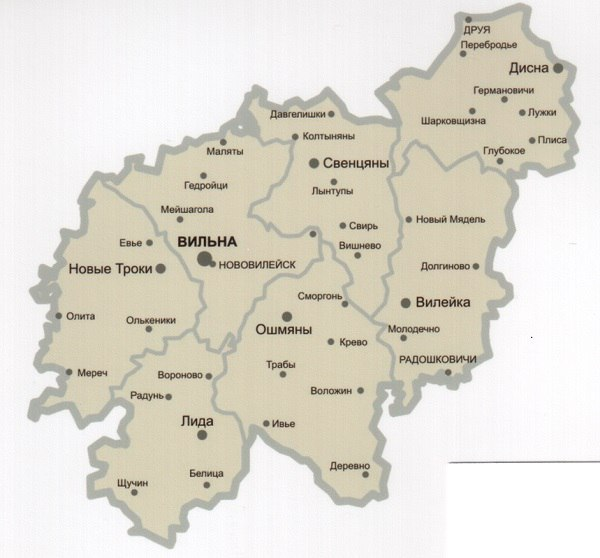
Карта Виленской губернии. Дисненский уезд видим на северо-востоке губернии.

Расстояние до населенных пунктов:
Шарковщина — 30 км
Браслав — 55 км

## Происхождение названия
Существует 2 версии происхождения названия деревни Пента.
Со слов жителя деревни Михайлова Ф. И. (1916—1979) название происходит от польского
PIETA (пята), так как своим расположением построек напоминала след козьего или овечьего копыта.
По второй версии, название предположительно происходит от польского Piety (пятый, пятая) — пятая по счету деревня староверов -беспоповцев, считая от Козьян (Козяны) 
1. Воятина
2. Подисенники
3. Волки
4. Григоровщина
5. Пента

## История

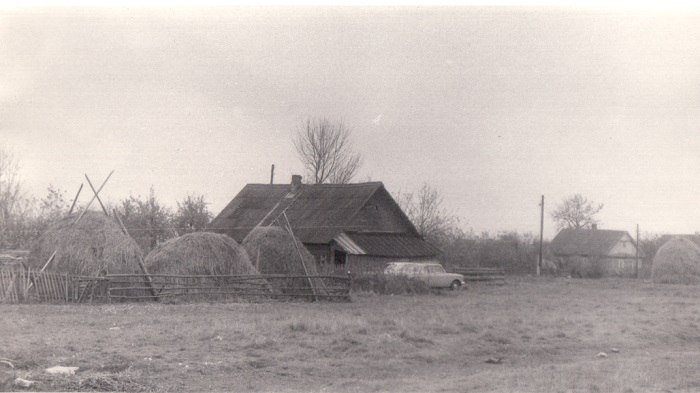
Вид на дер. Пента. Конец 1970-х — начало 1980-х гг.

Деревня основана предположительно в начале XIX века семьями староверов-беспоповцев из разных областей России в связи с преследованиями от официальных властей за исповедание Старой веры.
В период переселения староверы притеснялись со стороны российского государства. Особенностью притеснения служит то, что в ту пору православная вера не была отделена от государства и староверы преследовались именно государством, представителями полиции: запрещали регистрировать браки, запрещалось строить храмы.
Основали деревню представители фамилий: Горшановы, Герасимовы, Михайловы.
Главными занятиями жителей деревни были земледелие, животноводство, рыболовство и пчеловодство, а некоторые занимались другими ремеслами: плотничеством, домостроительством, мелкой торговлей, рукоделием, перепиской книг и иконописью.
Так, староверы Дисненского уезда до Первой мировой войны наряду с земледелием занимались также многими ремеслами: плотничеством, домостроительством, мелкой торговлей, рукоделием, перепиской книг и, как некоторые, иконописью [Горбацкий 2004, 168—171]. Со временем складывались свои особенные ремесленные традиции: Дисненский иконный центр и династия иконописцев Михайловых — яркий тому пример. В Пенте и соседних деревнях немало людей умело рисовать. Согласно воспоминаниям современников, эти навыки сохранялись до второй половины XX в. [Паавер, Поташенко 2016].
Потомки жителей деревни Пента вспоминают пасеку Федора Ивановича Михайлова, на которой были редкие виды пчел. Этих пчел (пчел медоносных пород) Ф. М. Михайлов выписывал по журналу «Пчеловодство» из Кабардино-Балкарии.
Славились места также тем, что со всех окрестностей приезжали собирать клюкву на болота. Женщины собирали клюкву и возили по весне продавать в Петербург.
В 1902 г. местные староверы получили разрешение и построили старообрядческий-поморский храм в соседней с Пентой дер. Григоровщина.
В конце XIX — начале XX в. в Пенте был свой особый пульс жизни. Эта деревня на левом берегу реки Дисенка (Дисна) входила в ряд старообрядческих поселений между Шарковщиной, Козянами и Видзами — Волки, Григоровщина, Ваятина, воспитавших для староверия Беларуси, Литвы и Латвии пятерых духовных наставников, династию иконописцев Михайловых и ещё не менее двух других иконописцев, собирателя и переписчика книг Дионисия Николаевича Позднякова из дер. Волки. Одного из своих сыновей григоровщинский наставник Трифон Семенов отправил «за грамотой» в Санкт-Петербургский университет [Михайлов 2005, 260]. Во второй половине XIX в. — 1930-е гг. существовал Дисненский иконный центр, в котором работала династия местных иконописцев Михайловых — Иван Васильевич, Иван Ипатьевич и Палладий Иванович (1913—1940).
В 1920—1939 гг. деревня Пента входила в состав Польши. Польское государство по отношению к староверам было достаточно умеренным, даже благосклонным.
До 1929 года в деревне Пента жил известный иконописец Иван Ипатьевич Михайлов, работал в сельском хозяйстве сторожем и одновременно писал иконы для местных прихожан и старообрядческих общин Польши.
В годы Второй мировой войны все жители деревни были отселены, и деревня пустовала.
В 1942—1943 гг. партизаны убили 2 немцев в деревне Боровые в 6 км от Пента. С этого момента все деревни рядом с лесом были выселены. После освобождения территории Беларуси местные жители деревни вернулись в свои дома.
Деревня Пента никогда не была большой. Максимум 18-20 дворов. Жители деревни уезжали учиться, работать преимущественно в Латвию. В настоящий момент в Пенте проживают 2 человека.
Немало жителей деревни похоронено на старообрядческом кладбище в Озераво, недалеко от Пенты.

## Известные уроженцы деревни Пента
Самыми известными уроженцами деревни были:
- Иконописец Иван Васильевич Михайлов (около 1877 — около 1926) — один из известных мастеров Дисненского иконописного центра.
- Иконописец Иван Ипатьевич Михайлов (1893—1993), ставший одним из крупных иконописцев в Беларуси и Литве в XX в. и отчасти в СССР после 1945 г., создал свою Вильнюсскую школу иконописи, действовавшую в 1970—1980-е гг. Новые исследования позволяют утверждать, что иконопись Ивана Ипатьевича Михайлова является одним из важных достижений старообрядческой культуры Литвы, Беларуси, Латвии и Польши, а также всей Европы.